# 薩魯麼第
薩魯麼第（排灣語：Sadrumetj），是台灣排灣族下排灣社（Paiwan，位於北大武山山腳）的農神，為族人帶來了小米。

## 傳說
太古時期，薩魯麼第從天上帶著小米來到kapaiwanan（下排灣社舊址），將其交給了部落內的族人嘎拉瓦拉萬（Kaljavaljavan），並教導族人怎麼食用並種植，使得小米逐漸成為族人的主食，而他也住在部落中很長一段時間，但後來族人因為不明原因厭惡起他、要求他離開，他因此挖了一個洞穴潛入地下、但也有說法認為他登上大武山成為雷神。

## 其他
除了下排灣社之外，瑪家社（位於今屏東縣瑪家鄉，Makazayazaya）也存在著對薩魯麼第的信仰，部落內的族人認為他是來自下排灣社、將小米、芋頭等作物種子交給人類的神祇。